# 歐帢伊斯公墓第203A號原住民保留地
歐帢伊斯公墓第203A號原住民保留地（O'Chiese Cemetery 203A），或簡稱歐帢伊斯公墓 203A，是一個位於加拿大亞伯達省清水縣，歐帢伊斯族的加拿大原住民保留區，屬於第六號編序條約地。此保留地位於洛磯山屋西南方約13公里處，亦是全省境內土地面積最小之原住民保留地。

## 資料來源
1. 1 2  . Crown–Indigenous Relations and Northern Affairs Canada. Government of Canada.   [August 12, 2019].
2. ↑  Government of Alberta.  (地图). AltaLIS. May 25, 2019.